# Ständige Vertretung der Bundesrepublik Deutschland bei der NATO
Die Ständige Vertretung der Bundesrepublik Deutschland bei der NATO ist die diplomatische Vertretung der Bundesrepublik Deutschland bei der Organisation des Nordatlantikvertrags (NATO).

## Lage
Die Ständige Vertretung hat ihren Sitz in Brüssel im NATO-Hauptquartier am Boulevard Léopold III.

## Gliederung
Die Ständige Vertretung gliedert sich wie folgt:
- Abteilung Politik
- Abteilung Verteidigungspolitik und Planung
- Referat Militärhaushalte und Sicherheitsinvestitionen
- Referat Zivilhaushalt, Haushalt Neubau NATO-Hauptquartier und Dienstrecht der NATO
- Referat Ausrüstung, Informationstechnik und Nutzung
- Referat für Presse und Öffentlichkeitsarbeit